# Растресито везивно ткиво
Растресито везивно ткиво или лабаво везивно ткиво, познато и као ареолно ткиво, јесте ћелијско везивно ткиво са танким и релативно ретким колагеним влакнима. Имају полутечну матрицу са мањим уделом влакана. Његова супстанца заузима више запремине него влакна. Има вискозну до желатинозни конзистенцију и игра важну улогу у дифузији кисеоника и хранљивих материја из капилара који пролазе кроз ово везивно ткиво, као и у дифузији угљен-диоксида и метаболичког отпада назад у крвне судове. Лабаво везивно ткиво се првенствено налази испод епитела који прекрива површине тела и облаже унутрашње површине тела. Такође је повезан са епителијумом жлезда и окружује најмање крвне судове. Ово ткиво је стога почетно место где се патогени агенси, као што су бактерије које су продрле у површину епитела, нагомилавају и уништавају ћелије имуног система.
У прошлости су ознаке ареолног ткива, масног ткива и ретикуларног ткива биле наведене као подгрупе растреситог или лабавог везивног ткива. Међутим, они се више не сматрају подгрупом растреситог везивног ткива. Растресито везивно ткиво је подскуп самог везивног ткива. Штавише, ареолно ткиво је исто што и лабаво везивно ткиво, масно ткиво је подскуп специјализованог везивног ткива, а ретикуларно ткиво је присуство ретикуларних влакана и ретикуларних ћелија које заједно формирају строму хемопоетског ткива (посебно црвену коштану срж) и лимфног ткива (лимфни чворови и слезина, али не и тимуса).
Већина типова ћелија у растреситом везивном ткиву су пролазне лутајуће ћелије које мигрирају из локалних крвних судова као одговор на специфичне стимулусе. Растресито везивно ткиво је, дакле, место инфламаторних и имунолошких реакција. У деловима тела где су стране супстанце стално присутне, одржавају се велике популације имуних ћелија. На пример, ламина проприја, растреситог везивног ткив аслузокоже, као што су респираторни и алиментарни системи, садржи велики број ових ћелија.

## Ембриологи
Ембрионално везивно ткиво је присутно и у пупчаној врпци и у ембриону. Ембрионално везивно ткиво укључује мукоидно везивно ткиво и мезенхим. Мукоидно везивно ткиво се налази унутар пупчане врпце као Вартонов желе оно је желатинозно ткиво првенствено састављено од приземне супстанце са неколико колагених или ретикуларних влакана.  Мезенхим је лабаво организовано ембрионално везивно ткиво и недиференциране ћелије производе већину ткива у телу. Мезенхим настаје из мезодермалног слоја триламинарног ембрионалног диска раног ембриона. Као резултат тога, већина везивног ткива настаје из мезодерма. На пример, тетиве настају из соматског мезодерма.
Током развоја тетива, индуктивни сигнали из оближњег склеротома и миотома изазивају експресију регулације кључног фактора транскрипције у теногеној и лигаментогеној диференцијацији званом склеракса. Неколико фактора фибробласта, као и трансформишући фактор раста-бета, учествују у регулисању развоја тетива. Прогениторне ћелије тетива почињу да полажу колагене фибриле, а ове фибриле расту у различитим правцима и почињу да формирају тетивну фасциклу. Фибробласти тетива се налазе између колагених влакана. Слој везивног ткива назван епитенон окружује ове тетивне фасцикуле како би се формирало комплетно тетивно ткиво.

## Грађа
Растресито везивно ткиво јесте савитљиво, мрежасто ткиво са течном матриксом. Служи за ублажавање и заштиту телесних органа.

### Ћелије растреситог везивног ткива

#### Фибробласти
Фибробласти су широко распрострањени у овом ткиву; то су ћелије неправилног гранања које луче јаке влакнасте протеине и протеогликане као екстрацелуларни матрикс.
Ћелије ове врсте ткива су углавном повезане желатинозном супстанцом познатом као млевена супстанца првенствено састављена од колагених и еластичних влакана. Имаху јајолик облик и поприма звездасти облик, са сталном метаболичком активношћу. Фиброцити су „стари“ фибробласти, пошто више не синтетишу влакна као фибробласти, међутим, у случају повреде, фиброцити се враћају у облик фибробласта да помогну у синтези нових влакана и делују у ангиогенези.

#### Макрофаги
Макрофаги су велике амебоидне ћелије и њихова функција је да чисте ткива фагоцитозом од инфективних агенаса као што су бактерије и ћелијски остаци.

#### Плазмоцити
Плазма ћелије су ћелије које производе антитела против страних супстанци које улазе у тело. То су ћелије које мигрирају из крви у процесу који се зове дијапедеза.

#### Мастоцити
Мастоцити производе хепарин (супстанцу против згрушавања крви) и хистамин (супстанцу укључену у алергије).

### Влакна
Лабаво везивно ткиво је названо на основу "ткања" и врсте влакана која су у њему састављена. Постоје три главна типа ових влакана
| Типови             | Карактеристике                                                                                                 |
| ------------------ | --- |
| Колагенска влакна  | Направљена су од колагена и састоје се од снопова влакана или намотаја молекула колагена.                      |
| Еластична влакна   | Направљена су од еластина и „растегљива су”.                                                                   |
| Ретикуларна влакна | Састоје се од једне или више врста врло танких колагених влакана. Она спајају везивно ткиво са другим ткивима. |

## Положај
Растресито везивно ткиво се може  наћи у деловима ткива у скоро сваком делу тела. Окружује крвне судове и нерве и са њима продире чак и у мале просторе мишића, тетива и других ткива. Такође може бити присутно у медијастиналним органима. Скоро сваки епител почива на слоју растреситог ткива, чији крвни судови обезбеђују епителу исхрану, уклањање отпада и према потреби снабдевање леукоцитима који се боре против инфекције када је то потребно. Због обиља отвореног простора испуњеног течношћу, леукоцити могу слободно да се крећу у растреситом ткиву и могу лако да пронађу и униште патогене.
Растресито ткиво се налази испод слоја епидермиса и такође је испод епителног ткива свих телесних система који имају спољашње отворе. чини кожу еластичном и помаже јој да издржи вучни бол. Такође је компонента ламине проприје дигестивног и респираторног тракта, слузокоже репродуктивног и уринарног система, строме жлезда и хиподерме коже. Такође се налази у мезентеријуму који окружује црево.

## Ареоларно ткиво
Аеорално ткиво уобичајени је тип растреситог везивног ткива (и најраспрострањенији тип везивног ткива код кичмењака). Названо је тако јер су му влакна довољно удаљена да оставе довољно отвореног простора за интерстицијску течност између (ареола је латински назив за "мали отворени простор"). Довољно је јако да повеже различите типове ткива заједно, али довољно мекан да пружи флексибилност и амортизацију. Колагенска влакна су релативно широка и обојена су у светло розе, док су еластична влакна танка и боје тамноплаве до црне. Простор између формираних елемената ткива је испуњен матриксом. Материјал у везивном ткиву даје му лабаву конзистенцију сличну вати која је растављена. Ареоларно везивно ткиво се налази око сваког крвног суда и помаже у одржавању крвног суда на месту. Ткиво се такође налази око и између већине телесних органа. Многа суседна епителна ткива (која су аваскуларна) добијају своје хранљиве материје из интерстицијске течности ареолног ткива; ламина проприа је ареоларна на многим местима тела. Њена влакна се крећу у насумичним правцима и углавном су колагена, али су присутна и еластична и ретикуларна влакна. Ареолно ткиво је веома променљиво по изгледу. У многим серозним мембранама појављује се као лабав распоред колагених и еластичних влакана, разбацане ћелије разних врста; обилна млевена супстанца; бројни крвни судови. У кожи и слузокожама је компактнији и понекад га је тешко разликовати од густог неправилног везивног ткива.

## Функција
Растресито везивно ткиво држи органе на месту и причвршћује епително ткиво за друга ткива испод тих органа. Такође служи као резервоар воде и соли за околна ткива. Скоро све ћелије добијају своје хранљиве материје из растресито везивно ткиво и отпуштају своје отпадне материје.

## Клинички значај
С обзиром на значајне варијације у типовима везивног ткива, бројне патологије и хируршка разматрања се односе на ова ткива. Таква стања укључују:
- кидање тетива,
- фрактуре костију,
- синдроме мишићног компартмента,
- повреде хрскавице,
- хируршки поремећај и директну упалу везивног ткива.

Поред тога, постоји пет тренутно идентификованих аутоимуних болести везивног ткива:
- системски еритематозни лупус,
- склеродерма,
- миозитис,
- реуматоидни артритис
- Шегренов синдром.

Поред тога, за особе које показују одабране карактеристике аутоимуних болести без јасних антитела или комплетног скупа симптома се каже да имају недиференцирану болест везивног ткива. Другим особама које показују симптоме више од једног поремећаја везивног ткива може се дијагностиковати синдром преклапања.
Поред наведених аутоимуних болести, неколико стања узрокује абнормалности у везивном ткиву због дефекта гена. Пацијенти који показују захваћеност зглобова су типични за системску болест везивног ткива, која може укључивати деструктивни или недеструктивни артритис.

### Аутоимуна болест везивног ткива
Постоји пет тренутно признатих аутоимуних болести везивног ткива, а свака је релативно ретка: системски еритематозни лупус, склеродерма, миозитис, реуматоидни артритис и Шегренов синдром. 
Системски еритематозни лупус је аутоимуна болест која укључује немогућност формирања и губитак самотолеранције нуклеарних аутоантигена и имунолошких комплекса и изазива запаљење више органских система.   Због абнормалног имунолошког одговора, пацијенти могу имати веома различите серолошке абнормалности и симптоме који могу укључити кожу, зглобове, нервни систем, плућа, бубреге или крвне судове и чешћи су код особа женског и небелог порекла.
Склеродерма или системска склероза је ретка аутоимуна болест која је чешћа код мушкараца и коју карактеришу аутоантитела, абнормалне васкуларне структуре и фиброза коже и различитих органа услед вишка производње колагена.
Миозитис је још једна ретка аутоимуна болест која укључује аутоантитела и променљиве презентације пацијената које укључују упалу мишићног ткива.   
Реуматоидни артритис (РА) је аутоимуна болест везивног ткива која доводи до хроничне упале телесних ткива, обично зглобова, и може довести до инвалидитета.  
Шегренов синдром је ретка аутоимуна болест коју карактеришу периепителни лимфоцитни инфилтрати код којих пацијенти могу имати суве очи и сува уста, као и оштећење других система органа као што су јетра, плућа, бубрези и централни нервни систем.

### Недиференцирана болест везивног ткива
За особе са симптомима болести везивног ткива и лабораторијским налазима који указују на болест везивног ткива, али не испуњавају критеријуме за класификацију за одређену болест везивног ткива, каже се да имају недиференцирану болест везивног ткива.  
Симптоми ових пацијената могу остати у овом недиференцираном стању, или на крају могу испунити критеријуме за дијагнозу специфичне аутоимуне болести.
Типично, специфична болест везивног ткива се развија релативно брзо од почетних симптома. Они појединци који не напредују даље од дијагнозе недиференциране болести везивног ткива углавном немају сродну патологију органа.

### Синдроми преклапања
Сматра се да пацијенти имају синдром преклапања када испуњавају критеријуме за више дефинисаних аутоимуних болести везивног ткива било истовремено или у низу.
Мешовита болест везивног ткива (МЦТД) је стање које многи сматрају синдромом преклапања. Ово стање карактерише аутоантитело на рибонуклеопротеин (РНП) и клинички се манифестује као системски еритематозни лупус, системска склероза и полимиозитис.  
Дијагностички критеријуми су засновани на анти-РНП серологији са миозитисом или синовитисом плус два од следећих: едем шака, Рејноов феномен, склеродактилија и акросклероза. Плућни симптоми преовлађују код пацијената са мешовитим обољењем везивног ткива. Пацијенти се могу жалити на кашаљ, диспнеју или плеуритични бол у грудима. Плућна хипертензија је најтежа плућна последица и често доводи до преране смрти.

### Болест везивног ткива повезана са дефектом гена
Дефектни гени понекад могу узроковати абнормалности у формирању или снази везивног ткива. Неколико стања спадају у ову категорију и утичу на вишеструке органске системе, укључујући: 
- Ехлерс-Данлосов синдром, који најчешће карактеришу хиперфлексибилни зглобови и еластична кожа;
- Марфанов синдром, повезан са високим и мршавим особама са дугим удовима,
- булозну епидермолизу која укључује деликатну и лако повредљиву кожу или кожу са мјехурићима,
- остеогенезу имперфекта која укључује крхку и лако ломљену кост.

Свако од ових стања је сложено, веома варијабилно у презентацији пацијената, може укључивати оштећење више органа и система органа и може се кретати од благог до озбиљног смањења квалитета живота пацијента у вези са здрављем.